# Tres Cims de Lavaredo
Els Tres Cims de Lavaredo (Tre Cime di Lavaredo en italià; Drei Zinnen, en alemany), són tres distintius cims amb forma de merlets localitzats a les regions italianes de Trentino-Alto Adige i Vèneto, a les províncies de Bozen i Belluno. Es troben als Dolomites d'Auronzo del nord-est d'Itàlia. Són probablement un dels grups muntanyencs més coneguts dels Alps. Els tres cims, d'est a oest, són:
- Cima Piccola/Kleine Zinne ("cim petit")
- Cima Gran/Große Zinne ("cim gran")
- Cima Ovest/Westliche Zinne ("cim occidental").

Els cims estan composts per dolomies de la formació de Dolomia Principale (Hauptdolomit), del Carnià al Raetià, com molts altres grups en els Dolomites (com el Tofane, el Pelmo o les Cinc Torres).
Fins a 1919 els cims van formar part de la frontera entre Itàlia i Àustria. Ara queden a la frontera entre les províncies italianes de Tirol del Sud i Belluno i encara són una part de la frontera lingüística entre les majories de parla italiana i de parla alemanya. La Cima Gran té una altura de 2.999 metres. S'alça entre la Cima Piccola, amb 2.857 m, i la Cima Ovest, amb 2.973 m.

## Primers ascensos
El primer ascens de la Cima Gran va ser el 21 d'agost de 1869, per Paul Grohmann amb els guies Franz Innerkofler i Peter Salcher. El Cim Ovest va ser ascendida per primera vegada exactament deu anys després, el 21 d'agost de 1879, per Michel Innerkofler amb G. Ploner, un turista. El Cim Piccola va ser ascendida per primera vegada el 25 de juliol de 1881, per Michel i Hans Innerkofler. Les rutes d'aquests tres primers ascensos són encara rutes normals d'ascens; la ruta del Cim Piccola és la més difícil de les tres.
Emilio Comici va ser el primer que va escalar la cara nord del Cim Gran en 1933 en una partida de tres, després d'un temps d'ascens de 3 dies i 2 nits. Aquesta cara nord, en part despenjada és considerada pels escaladors com una de les grans cares nord dels Alps.

## Turisme

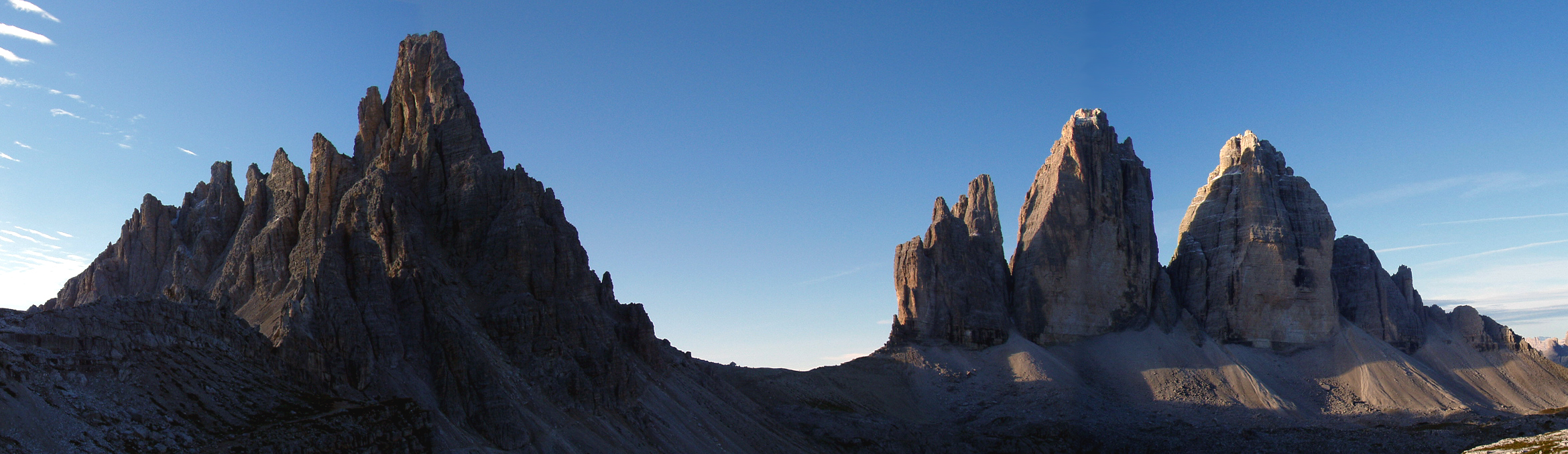
Vista de Paternkofel (esquerra) i els Tres Cims

Nombroses rutes porten des dels municipis que ho envolten al voltant dels cims. La ruta més comuna va des de Paternkofel al refugi Auronzo a 2.333 m (7,654 ft), sobre Paternsattel (pas de Patern) al refugi alpí de Dreizinnenhütte/Locatelli a 2.405 m (7,890 ft), i després als cims. Hi ha també altres rutes.
Com que la línia del front entre Itàlia i Àustria durant la Primera Guerra Mundial corria a través d'aquestes muntanyes, hi ha una sèrie de fortificacions, cavernes fetes per l'home, i plaques commemoratives a la zona.
Entre els municipis propers es troben Auronzo di Cadore Toblach/Dobbiaco, Sexten i Pustertal.

## Ciclisme
El Rifugio Auronzo en els Tres Cims de Lavaredo ha estat final d'etapa del Giro d'Itàlia en set oportunitats. La pujada comença a Misurina a 1.760 msnm i després de 7 quilòmetres s'arriba fins al refugi a una altitud de 2.300 en uns 7 km. L'últim tram té un desnivell de 477 metres en menys de 4 km per a un pendent mitjà superior al 12% i punts de fins al 18%. La primera vegada que es va ascendir va ser en 1967, etapa guanyada per Felice Gimondi. A més, ha estat Cim Coppi en cinc d'aquestes set finals.
A continuació es llisten els ciclistes que van arribar en primera posició als Tres Cims de Lavaredo en les diferents edicions del Giro d'Itàlia:
| Any  | Nom                | País     |
| ---- | ------------------ | -------- |
| 1967 | Felice Gimondi     | Itàlia   |
| 1968 | Eddy Merckx        | Bèlgica  |
| 1974 | José Manuel Fuente | Espanya  |
| 1981 | Beat Breu          | Suïssa   |
| 1989 | Lucho Herrera      | Colòmbia |
| 2007 | Riccardo Riccò     | Itàlia   |
| 2013 | Vincenzo Nibali    | Itàlia   |

## Galleria fotografica

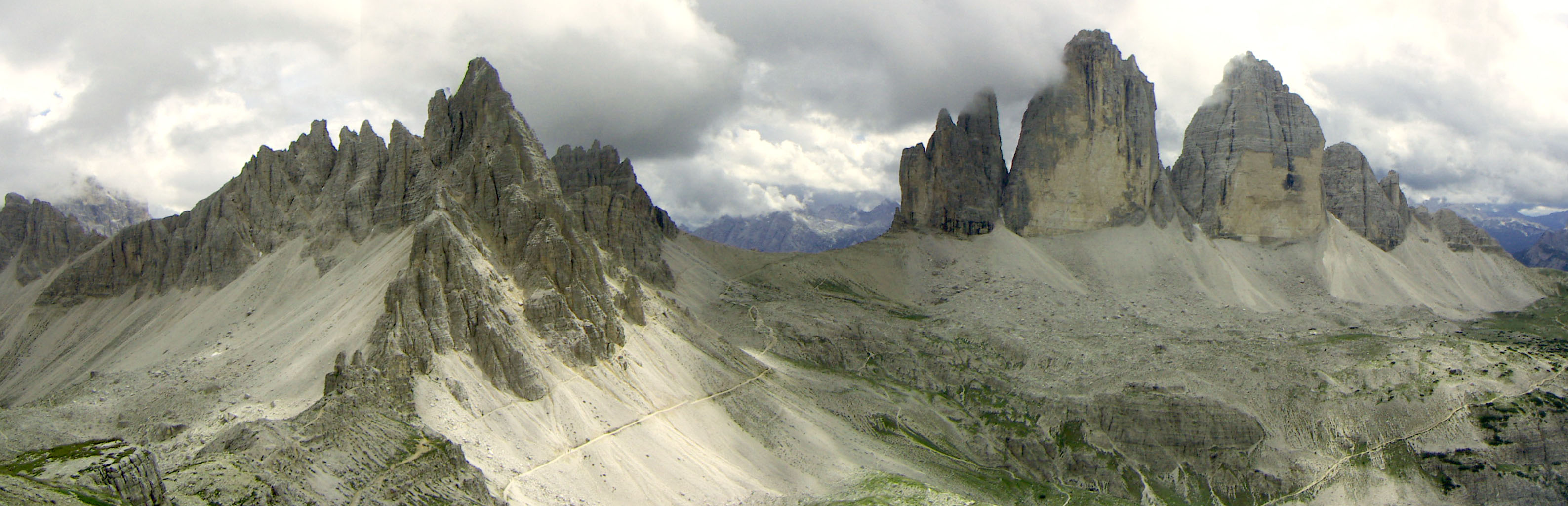
El monte Paterno amb les Tre Cime di Lavaredo
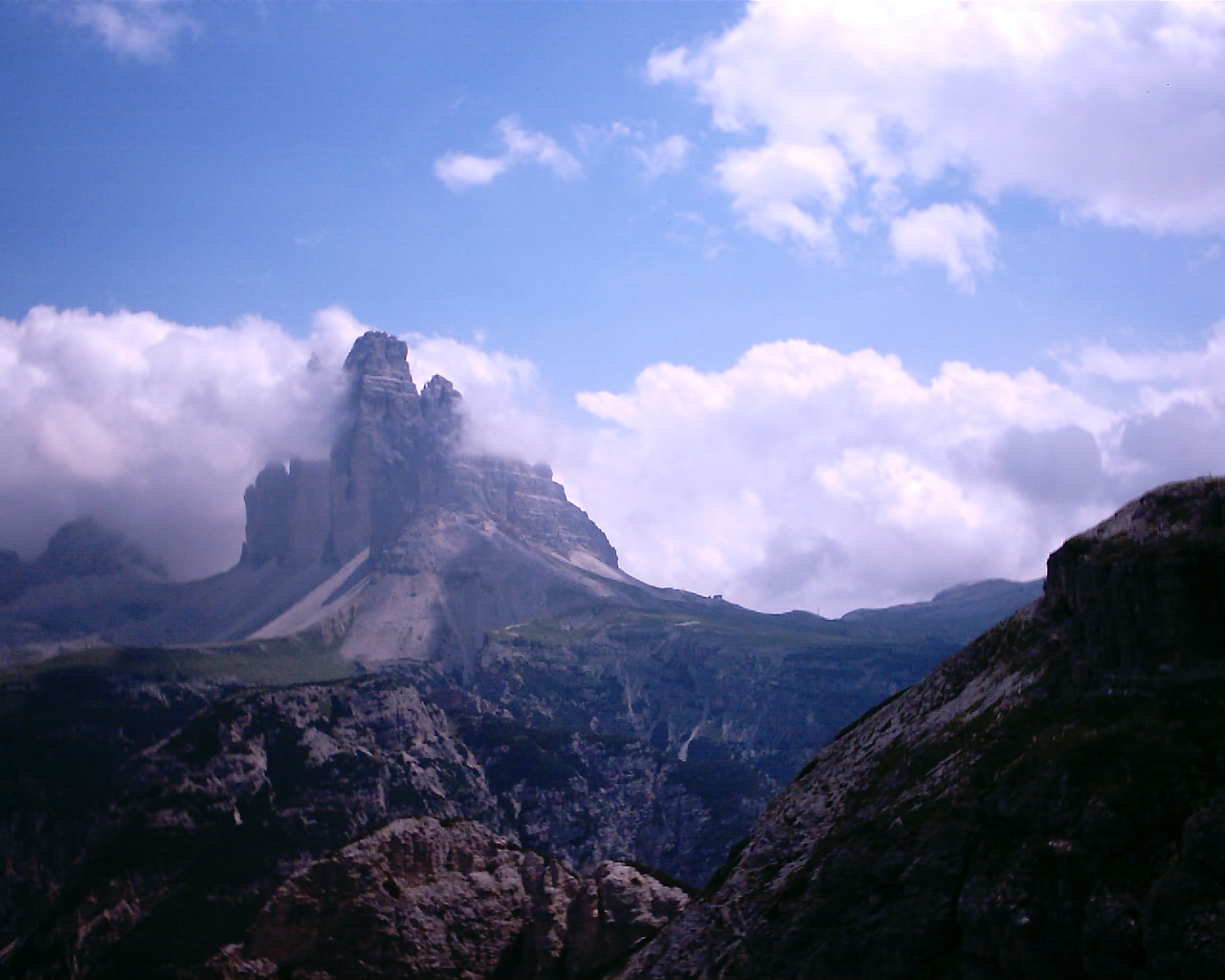
Le Tre Cime vistes des del Monte Piana
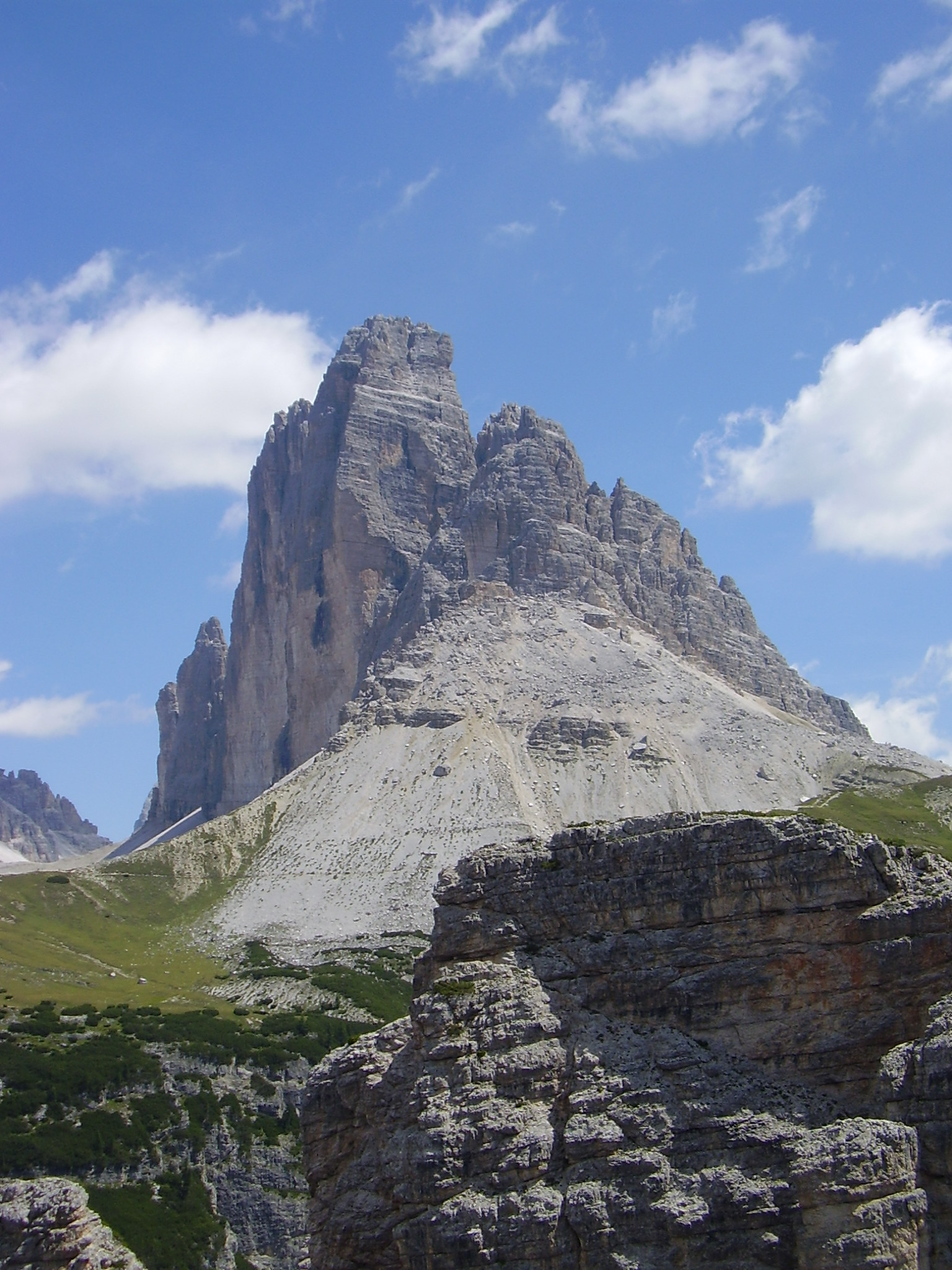
Le Tre Cime des de Scoglio di San Marco
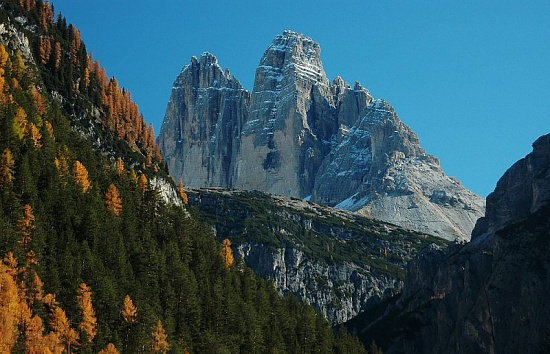
Tre Cime di Lavaredo des de Val di Landro
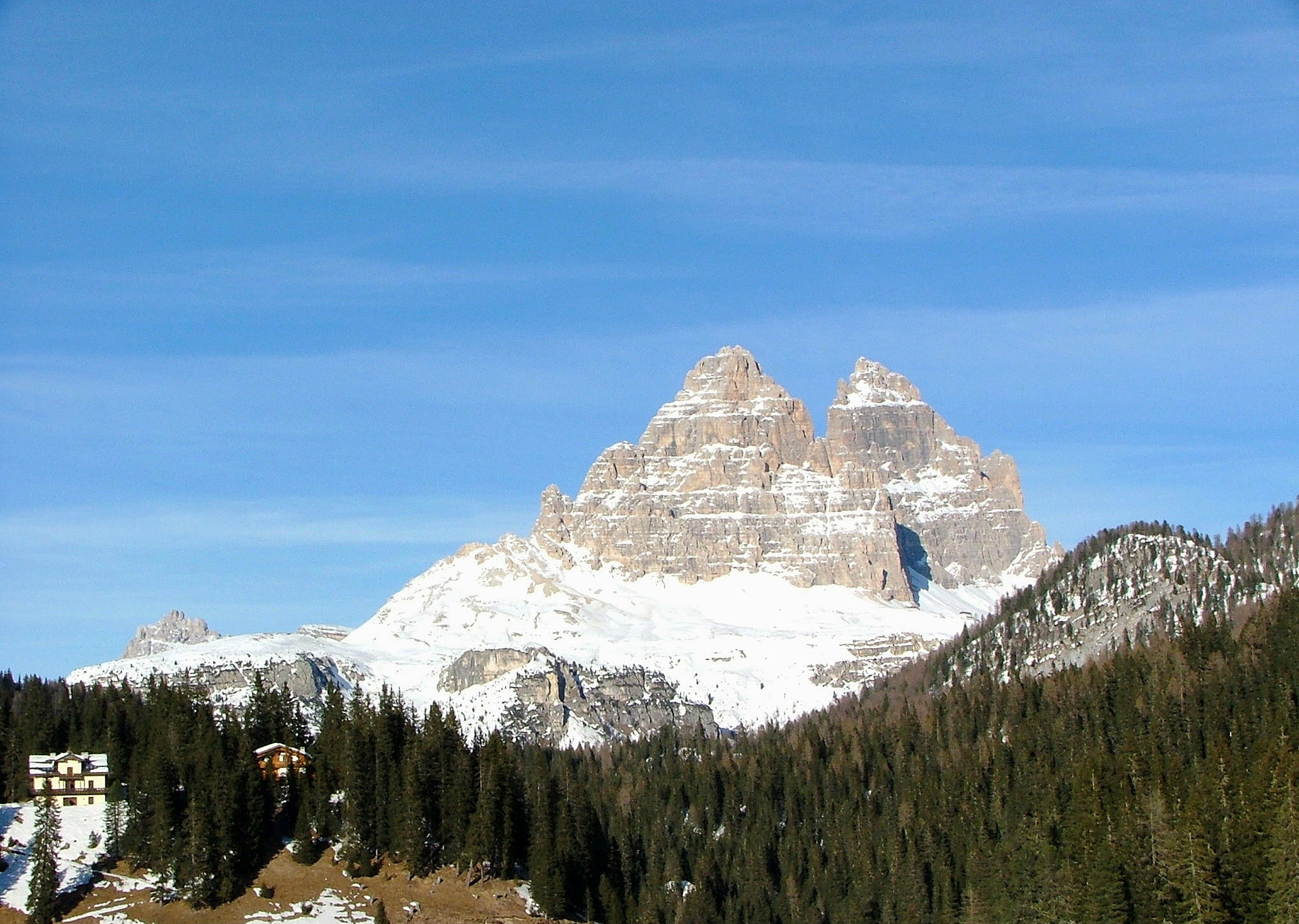
Tre Cime vista des de Misurina
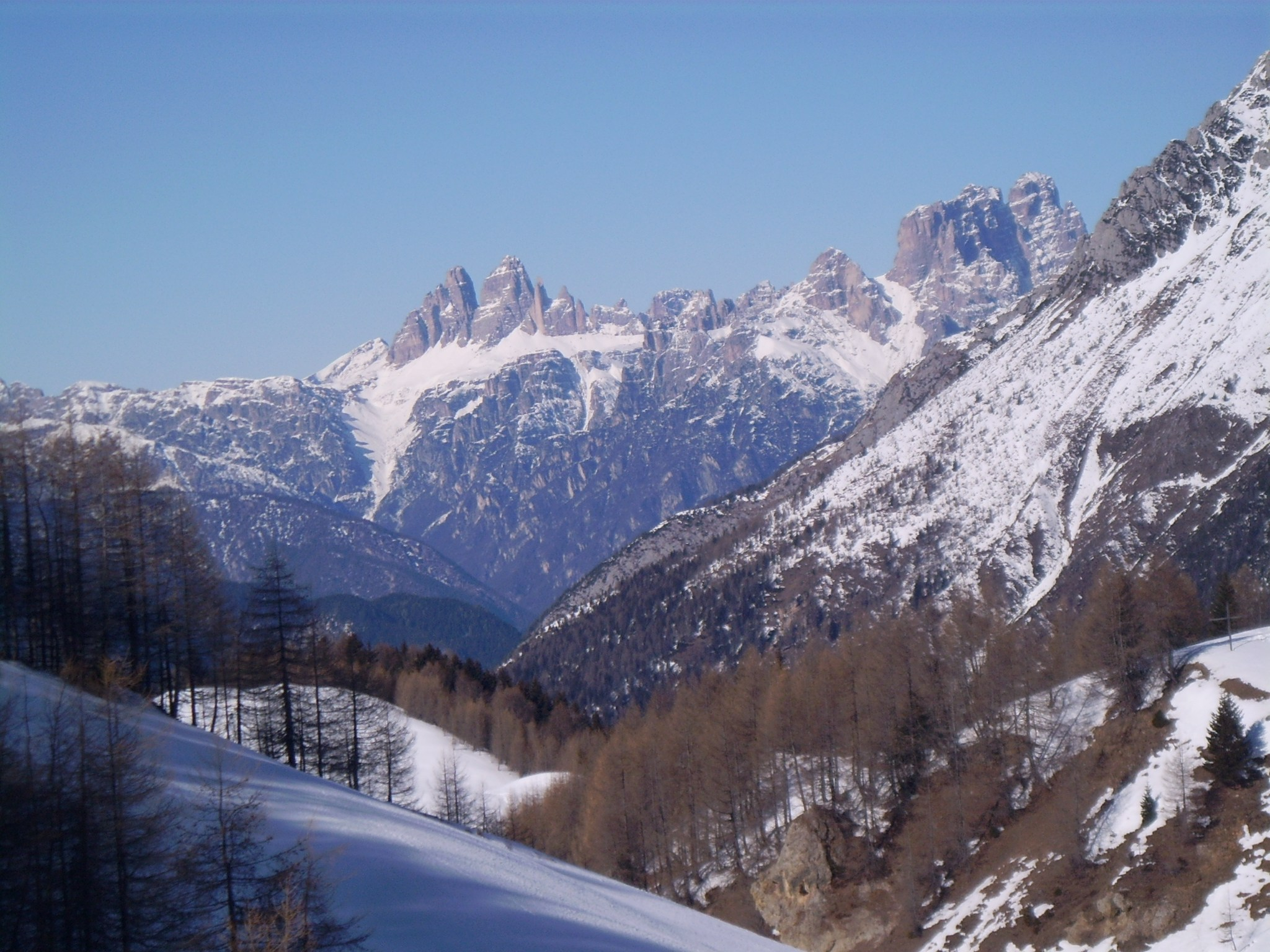
Vista de Malga Doana a Vigo di Cadore
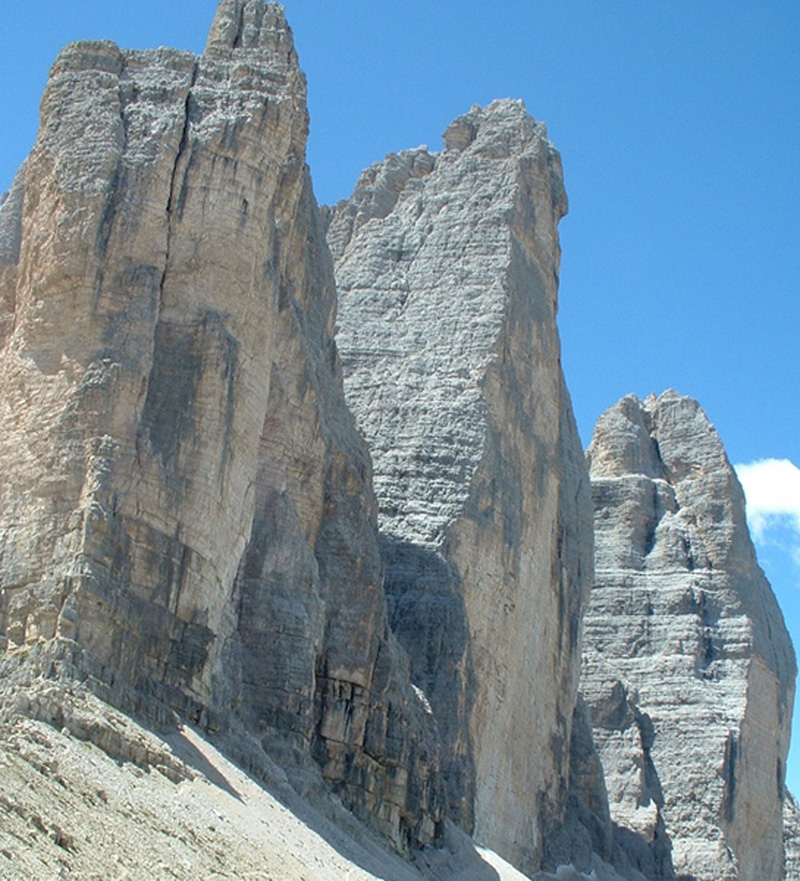
Vessant septentrional
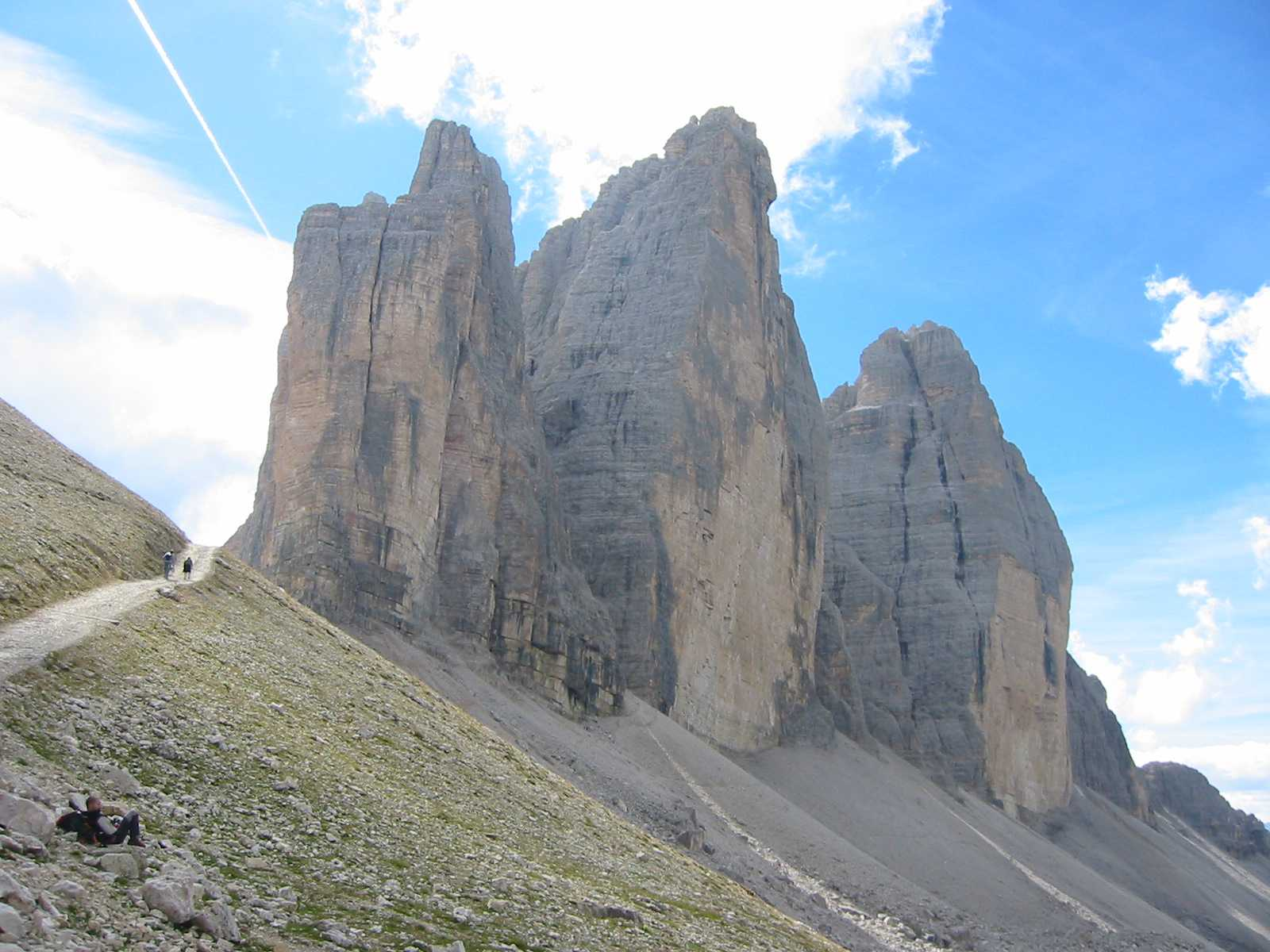
Le Tre Cime
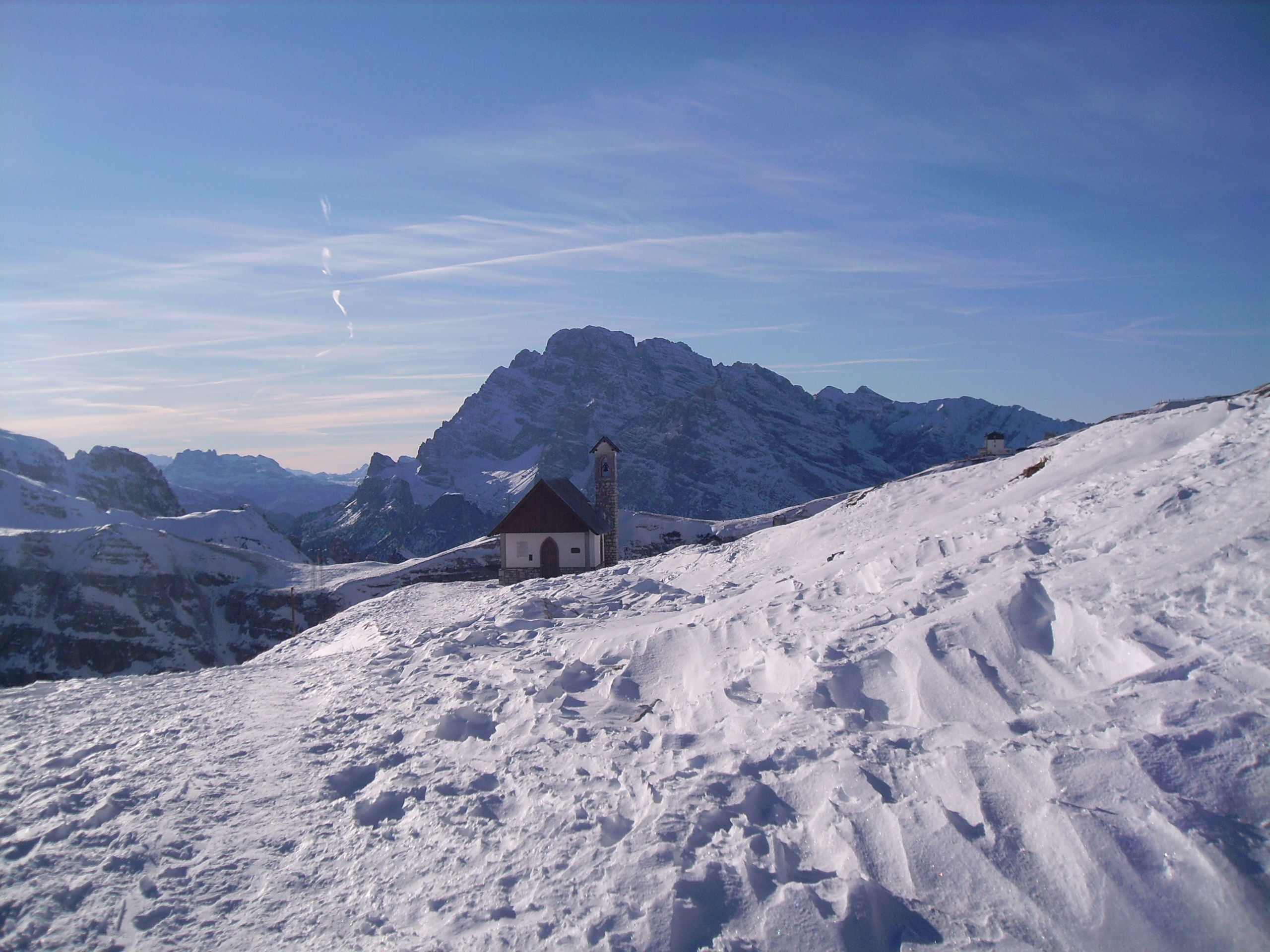
Capella a les Tre Cime
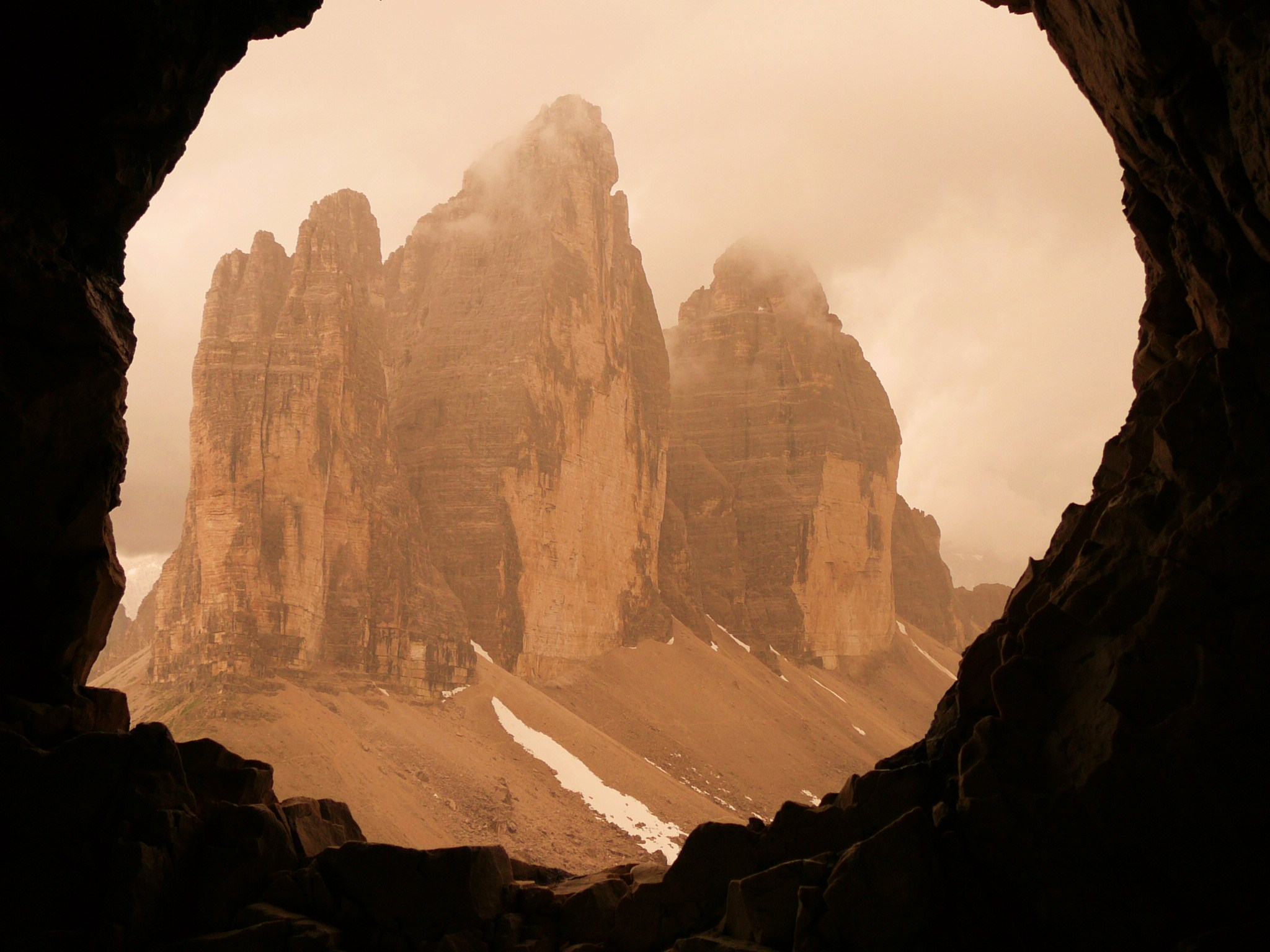
Vistes des del Monte Paterno
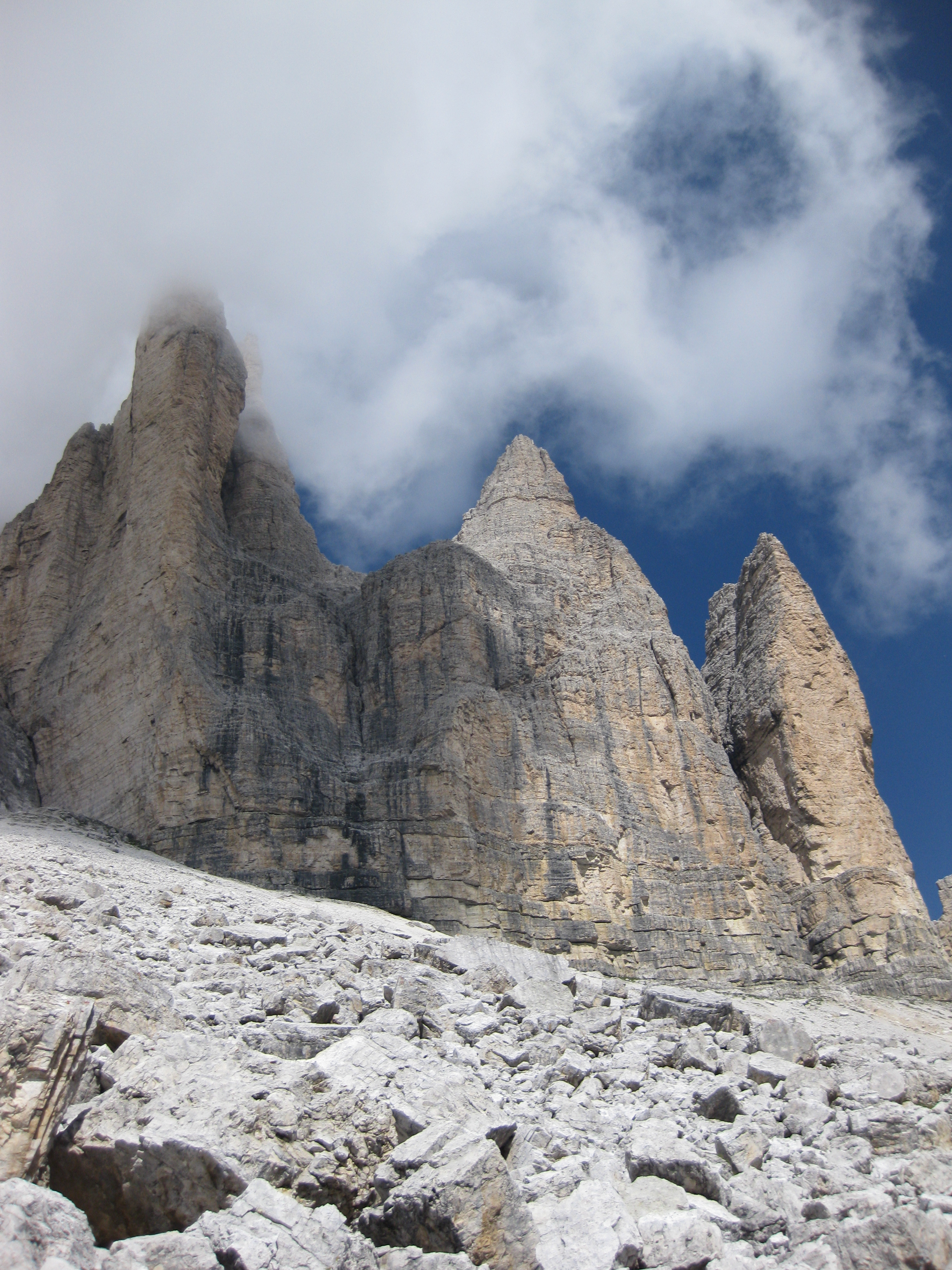
Vista des del Refugi Lavaredo
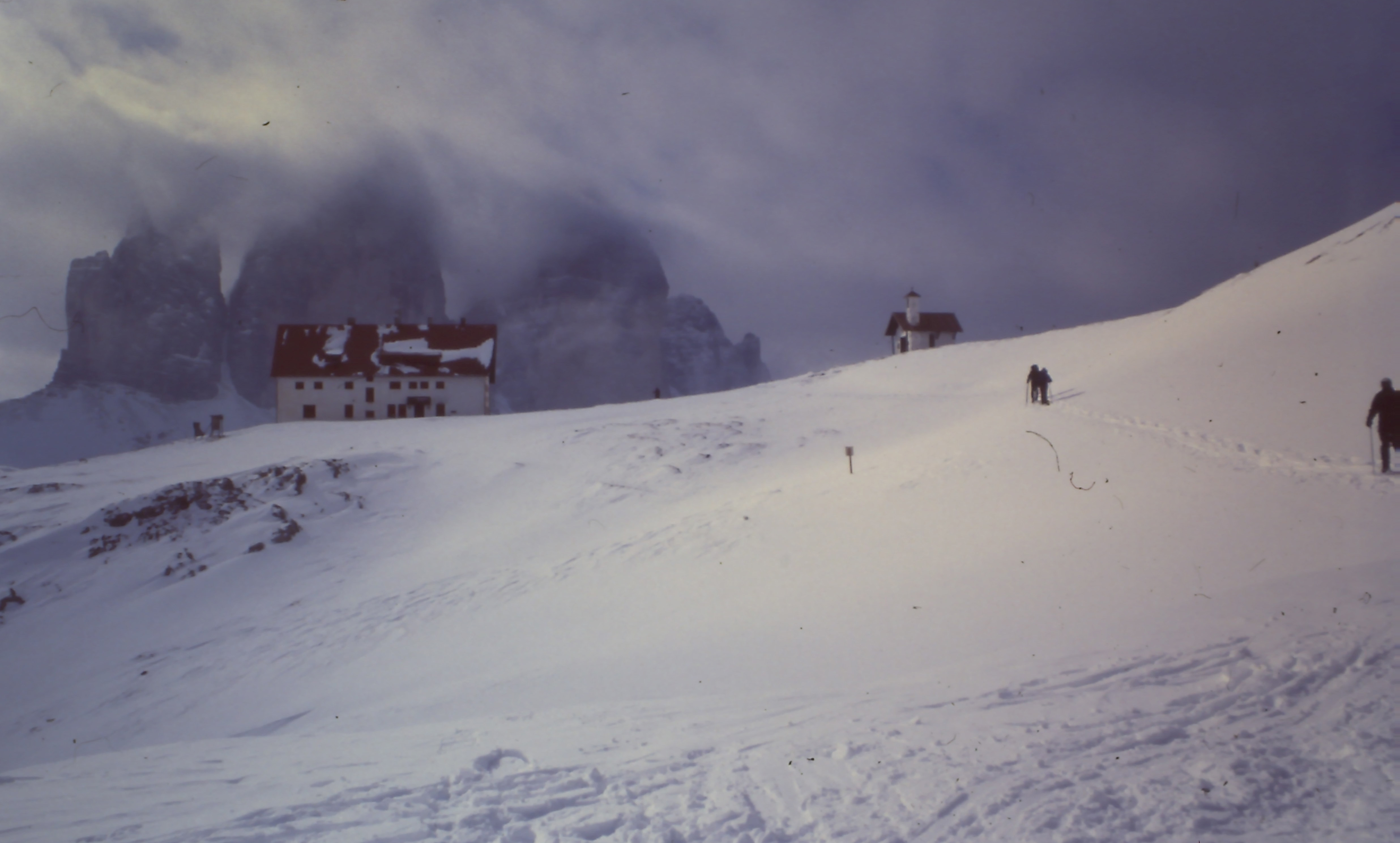
Hivern. El Refugi A. Locatelli.